# Бух (Эльба)
Бух (нем. Buch) — община в Германии, в земле Саксония-Анхальт.
Входит в состав района Штендаль. Подчиняется управлению Тангермюнде. Население составляет 397 человек (на 31 декабря 2006 года). Занимает площадь 19,84 км².